# Hymenaea protera
Hymenaea protera é uma espécie de árvore leguminosa, já extinta. É o provável ancestral das espécies actuais de Hymenaea. A maioria dos âmbares neotropicais advêm da sua resina fossilizada, incluindo o famoso âmbar dominicano.
H. protera crescia numa grande área, que se estendia desde o sul do México, passando pelas Antilhas, pelo norte da América do Sul, até ao continente africano.
Estudos morfológicos de de ADN revelaram que H. protera era mais proximamente relacionada com a única espécie de Hymenaea ainda existente na África Oriental do que com as espécies americanas, mais numerosas.
Em 1993, ADN do cloroplasto datado de há 35-40 milhões de anos, foi extraido da folha de H. protera, preservada em âmbar fossilizado das minas de La, na República Dominicana.